# NGC 590
NGC 590 este o galaxie situată în constelația Andromeda. A fost descoperită în 22 septembrie 1865 de către Heinrich Louis d'Arrest.